# Мориарти, Джордж
Джордж Джозеф Мориарти (англ. George Joseph Moriarty; 7 июля 1884, Чикаго, Иллинойс — 8 апреля 1964, Майами, Флорида) — американский бейсболист, тренер и ампайр. Играл на позициях игрока третьей базы и аутфилдера. Выступал в Главной лиге бейсбола с 1903 по 1916 год, большую часть карьеры провёл в составе клуба «Детройт Тайгерс». В 1927 и 1928 годах занимал пост главного тренера «Тайгерс». Более двадцати лет занимался судейством матчей Американской лиги.

## Биография

### Ранние годы и начало карьеры
Джордж Мориарти родился 7 июля 1884 года в Чикаго в семье Джона Мориарти и его супруги Кэтрин. У него был старший брат Билл, также ставший бейсболистом. Глава семьи работал водителем трамвая и играл в бейсбол на полупрофессиональном уровне, в детстве он дружил с Чарльзом Комиски. Мориарти бросил школу после шестого класса и свободное время посвящал игре за различные городские бейсбольные команды.
В возрасте 16 лет он подписал свой первый контракт. С 1901 по 1903 год Мориарти играл за разные клубы Лиги Три-Ай, объединявшей команды из Айовы, Иллинойса и Индианы. В 1903 году он устроился на работу в компанию Oliver Typewriter, занимавшуюся выпуском печатных машинок. В корпоративной бейсбольной команде Мориарти играл на третьей базе и после выставочной встречи с «Чикаго Кабс» главный тренер последних Фрэнк Сели пригласил его на просмотр. Он вышел на поле в игре Главной лиги бейсбола 27 сентября 1903 года, не сумел отличиться на бите, но хорошо показал себя в защите. Этого оказалось достаточно, чтобы весной 1904 года «Кабс» пригласили его на предсезонные сборы.
Закрепиться в составе «Кабс» Мориарти не удалось. Он провёл четыре безрезультатных игры и был отправлен в фарм-клуб из Литл-Рока, а позднее его продали в команду из Толидо, игравшую в Американской ассоциации. Там он выступал в течение двух лет, начав зарабатывать репутацию скандалиста. Так, по ходу сезона 1905 года Мориарти подрался с главным тренером «Индианаполиса» Эдом Барроу, будущим членом Зала славы бейсбола. Помимо этого, он выделялся своей скоростью и в чемпионате 1905 года украл 51 базу, став лидером лиги. После окончания сезона его контракт был выкуплен клубом «Нью-Йорк Хайлендерс».
В 1906 году Мориарти выступал в роли универсального игрока, выходя на поле на всех трёх базах, а также в левую и правую части аутфилда. Его эффективность на бите составляла всего 24,3 %, но он был отличным защитником. В своём втором сезоне в «Хайлендерс» он стал одним из основных игроков, хотя по-прежнему не имел постоянного места на поле. Его показатель отбивания вырос до 27,7 %, он стал лучшим в его карьере. В 1908 году он снизился до 23,6 %, а после окончания сезона Мориарти обменяли в «Детройт Тайгерс».

### Детройт Тайгерс

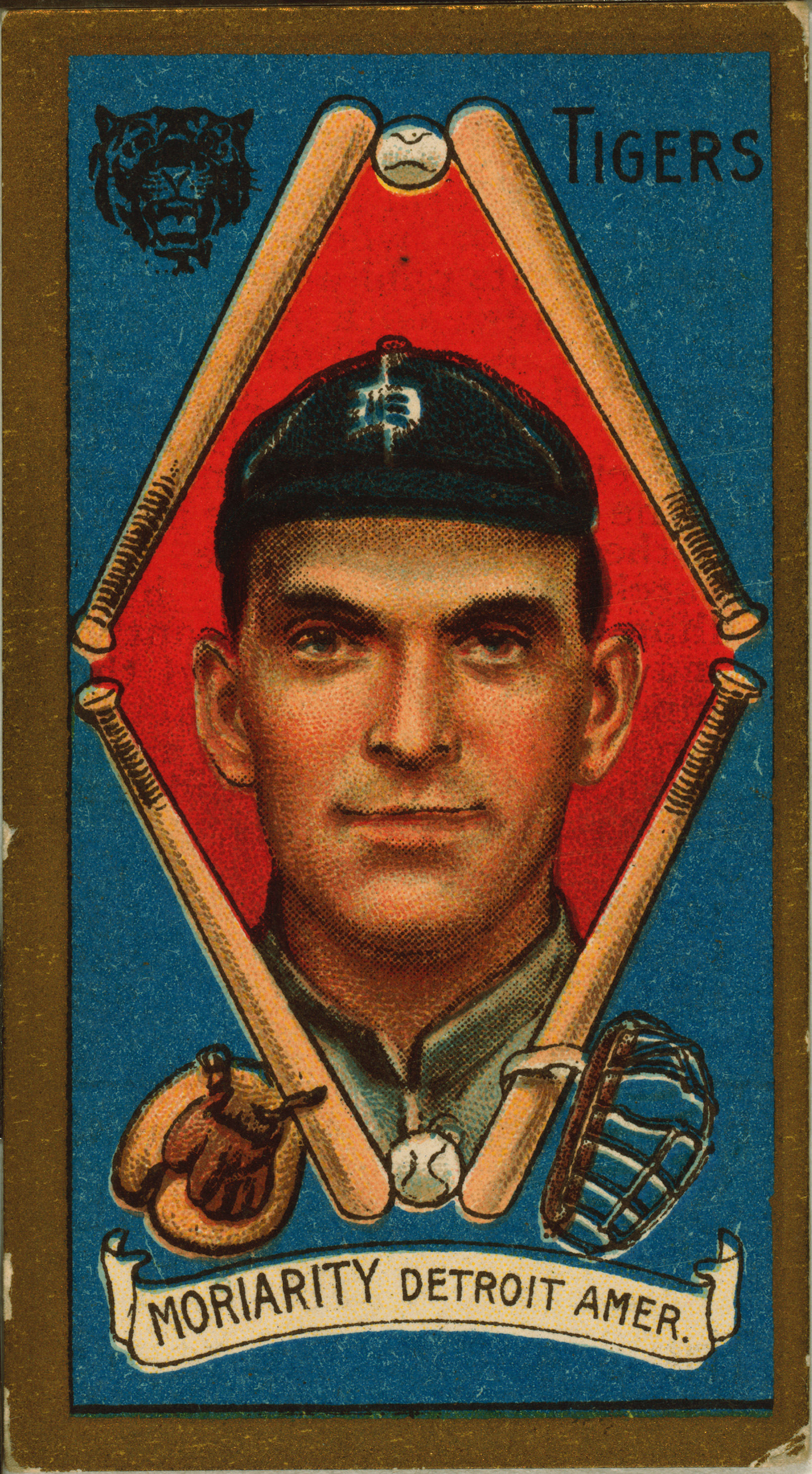
Бейсбольная карточка Джорджа Мориарти, 1911 год.

Сезон 1909 года Мориарти отыграл основным третьим базовым «Детройта», отбивая с показателем 27,3 %. Он помог команде выиграть Американскую лигу и принял участие в играх Мировой серии, где «Тайгерс» проиграли «Питтсбургу». В шестом матче серии он получил удар шипами по ноге и на следующий вышел с пятнадцатью швами. Спортивный журналист Джо Уильямс писал о нём как о слабом игроке, обладающим волей и внутренней силой, позволявшими ему быть лидером. Несмотря на свой агрессивный характер, на поле Мориарти вёл себя по-джентльменски, никогда не позволял себе использовать нецензурные выражения. Во время поездок на игры в Бостон, он регулярно встречался с иезуитскими священниками из Колледжа Святого Креста.
В период выступлений за «Детройт» Мориарти получил известность своими кражами баз. Эта его способность обросла легендами, один из журналистов писал, что он крадёт дом столь же легко, как остальные вторую базу. Сам Мориарти утверждал, что крал дом 17 раз, документально подтверждено 11 таких случаев. Редактор газеты Detroit News посвятил ему стихотворение Don't Die On Third, получившее такую же популярность как песня Take Me Out to the Ball Game и поэма Baseball's Sad Lexicon.
С 1911 по 1916 год Мориарти был капитаном «Тайгерс» и выполнял обязанности главного тренера в отсутствие Хьюги Дженнингса. Его игра на бите становилась всё хуже, ухудшались и результаты команды. В 1915 году место основного игрока третьей базы занял Осси Витт, а Мориарти выполнял функции играющего тренера. В ноябре он покинул команду. Последним клубом в его карьере стали «Чикаго Уайт Сокс», за которых он сыграл семь матчей в начале 1916 года. В мае того же года Мориарти назначили главным тренером команды «Мемфис Чикс», он привёл её к финишу на шестом месте в Южной ассоциации.

### Дальнейшая карьера
В 1917 году Мориарти начал карьеру ампайра в Американской лиге. Бейсбольные матчи он судил больше двадцати лет, сделав перерыв на два года, в течение которых занимал пост главного тренера «Детройт Тайгерс». В 1927 и 1928 годах команда заняла четвёртое и шестое места соответственно. Работу в бейсболе Мориарти сочетал с литературной деятельностью: он писал стихи, сочинил несколько песен, а также вёл свою колонку в журнале Baseball Magazine.
Карьера Мориарти едва не прервалась в 1932 году, когда после одного из матчей он подрался с тремя игроками и тренером «Чикаго Уайт Сокс», недовольных его решением. Он получил множество ушибов и сломал руку. Руководство лиги планировало уволить его, но в межсезонье Мориарти провёл успешное турне по стране, выступая с лекциями от имени организации. Кроме того, он был одним из лучших ампайров лиги, что подтвердил опрос игроков, проведённый журналом Sporting News в 1935 году.
Судейскую карьеру Мориарти завершил в 1940 году. Несколько лет он работал в отделе по связям с общественностью Американской лиги. Во время Второй мировой войны он вернулся в «Тайгерс» на должность руководителя скаутской службы и занимал её до 1958 года, открыв для команды ряд будущих звёзд.

### Личная жизнь
В 1905 году Мориарти женился на Аде Стоун. В браке у них родился сын, позднее пара развелась. В 1936 году он женился на Мэри Аллен, также родившей ему сына. Их брак длился семь лет и завершился бракоразводным процессом после обвинений в домашнем насилии. Внук Мориарти Майкл — актёр, известный ролями в сериале «Закон и порядок» и фильме «Бей в барабан медленно».
После выхода на пенсию Мориарти жил в городе Корал-Гейблс во Флориде. Он скончался 7 апреля 1964 года в возрасте 79 лет от рака почек. Похоронен Мориарти в пригороде Чикаго Эвергрин-Парке.